# Loreto Valverde
Loreto Valverde Martín (n. Barcelona, 1 de octubre de 1966) es una actriz, cantante y presentadora de televisión española.

## Teatro
Nacida en el seno de una familia de artistas, es hija del cantante Lorenzo Valverde y de Ángeles Martín (fallecida el 2/4/2012), y hermana de la también actriz y cantante Marta Valverde. Se inició muy joven en el mundo del espectáculo, participando en espectáculos de Revista y Teatro, como Por la calle de Alcalá, Con la vida del otro, El chaleco blanco y Amor a medias (2000), de Alan Ayckbourn.
En 2010 inició una gira por España con la obra Desnudos en Central Park dirigida por Jaime Azpilicueta y compartiendo protagonismo con Manuel Galiana.
En 2012 intervino en el musical Sonrisas y Lágrimas una producción de Drive Entertainment y Vértigo Tours, dirigida por Jaime Azpilicueta. En 2017 formó parte del elenco de otro musical, Menopause, el musical, junto a su hermana Marta.

## Cine
Debuta en el cine en 1988 participando en la comedia de Mariano Ozores Ya no va más, en la que comparte cartel, además de con su propia hermana, con Antonio Ozores. Seguirían, La chica de Tahití (1990), Superagentes en Mallorca (1990),  Horror en el Museo de Cera y La noche del ejecutor (1992), de Paul Naschy, Vividor (2000), de Luis Alberto Serrano y un cameo en ¡Ja me maaten...! (2000), de Juan Muñoz estando embarazada.

## Televisión
Su primer contacto con el mundo de la televisión se produjo en el programa deportivo Estudio Estadio, de TVE, en el que intervino como azafata durante unos meses en 1989.
Sin embargo, la popularidad le llegaría gracias a Telecinco, cadena en la que comenzó colaborando como copresentadora en el programa VIP Noche (1990), que presentaban Emilio Aragón y Belén Rueda.
Su desenvoltura y espontaneidad ante la cámara - a la que no fue ajena la singularidad del tono de su risa - le ganaron la simpatía del público. En 1991 se la unió profesionalmente al veterano periodista Javier Basilio para presentar el programa de humor Qué gente tan divertida.
Después seguirían Goles son amores (1992), con Manolo Escobar, Bellezas al agua (1993), con Agustín Bravo y La batalla de las estrellas (1994), con Bertín Osborne.
En 1995 fue una de las principales actrices de la serie La Revista para TVE con 9 participaciones cantando, bailando y actuando en esta serie que obtuvo un gran éxito. Protagonizó representaciones de, entre otras, la popular La blanca doble.
Tras un paréntesis, regresó a televisión en 1997, copresentando junto a José Luis Moreno y Paloma Lago el espacio de variedades Risas y Estrellas para TVE hasta 1999. Durante 6 años le ha quedado tiempo para presentar el Certamen Internacional de Habaneras y Polifonía de Torrevieja emitidos por TVE en su segundo canal y en el canal internacional para toda Latinoamérica. Vuelve a TVE con el programa Humor se escribe con Hache, a finales del 2000 y principios del 2001.
Durante 2002 y 2003 se vuelca en un proyecto empresarial que la mantiene alejada de las cámaras. 
Vuelve a la pantalla en 2004, sustituyendo a Leticia Sabater en el programa Mentiras Peligrosas, de Canal 7, versión del espacio de la peruana Laura Bozzo, Laura en América. En 2004 participó en el reality show La Granja, de Antena 3 de cuya primera edición se convirtió en ganadora, demostrando que mantiene su popularidad intacta y su simpatía para el público español. Retoma su profesión en 2007 volviendo a presentar el Certamen Internacional de Habaneras y Polifonía de Torrevieja para Antena 3, en su cadena Nova y Antena 3 internacional, también lo haría en 2008 para Canal Nou. De 2008 a 2011 participa como actriz en la serie de Sketches dentro del programa de entretenimiento Noche Sensacional para FORTA. En 2011 intervino en el musical Sonrisas y lágrimas.

## Música
También ha grabado dos discos con su hermana Marta: Caramelo y Ángelo. Ambas fueron finalistas en el Festival de Benidorm de 1993, con la canción Enamoradas del mismo sueño.

## Vida privada
Tiene dos hijas: Judith (2000) y Ruth (2006). En 2012 fallece su madre de un golpe fatal en la cabeza al caerse por unas escaleras por las que bajaba. En 2018 se hizo público que padecía un cáncer de mama.  En febrero de 2021 muere su padre, Lorenzo Valverde, tras una complicación respiratoria sin relación alguna con la Covid-19.